# George Washington Memorial Parkway

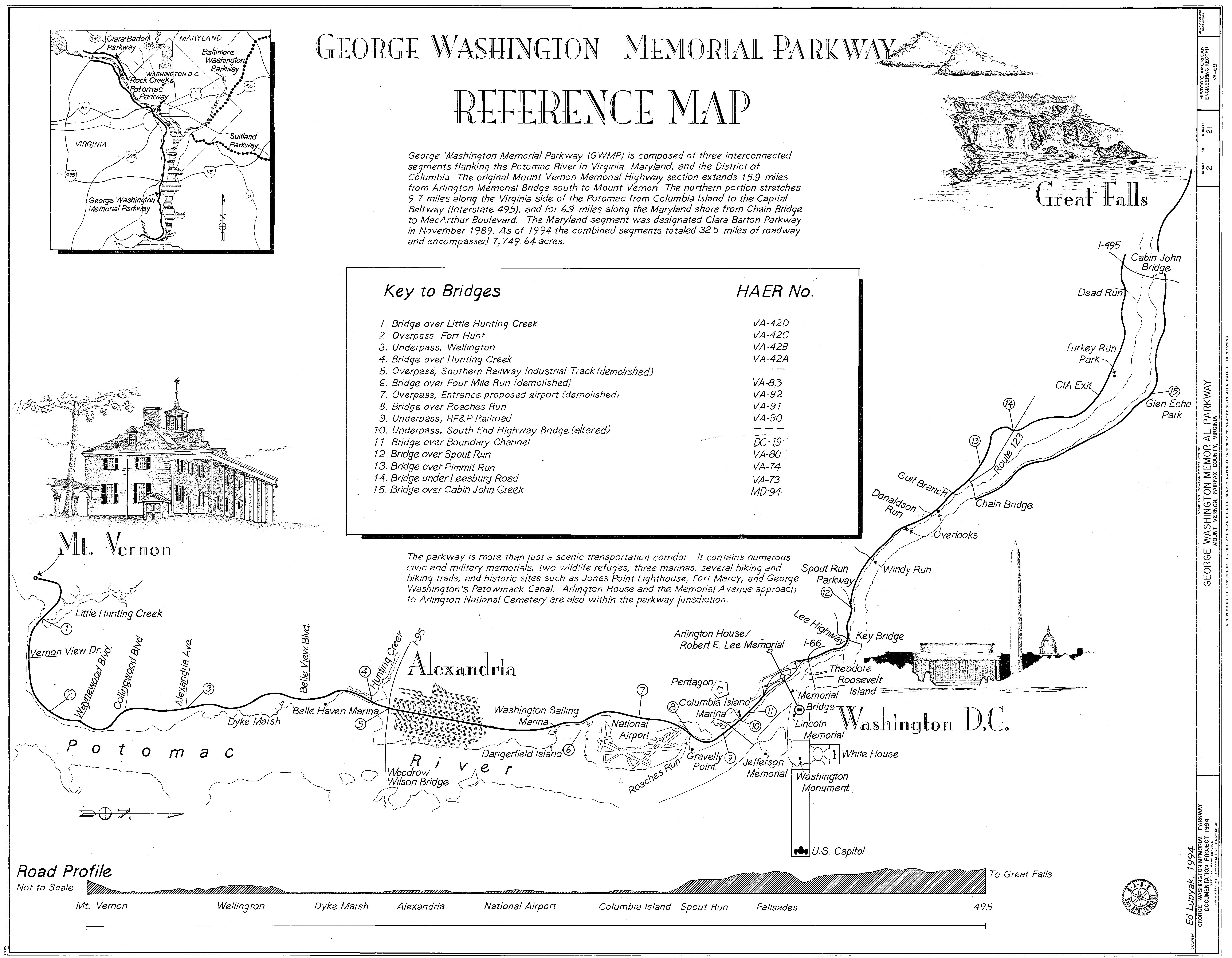
Karte des George Washington Memorial Parkway

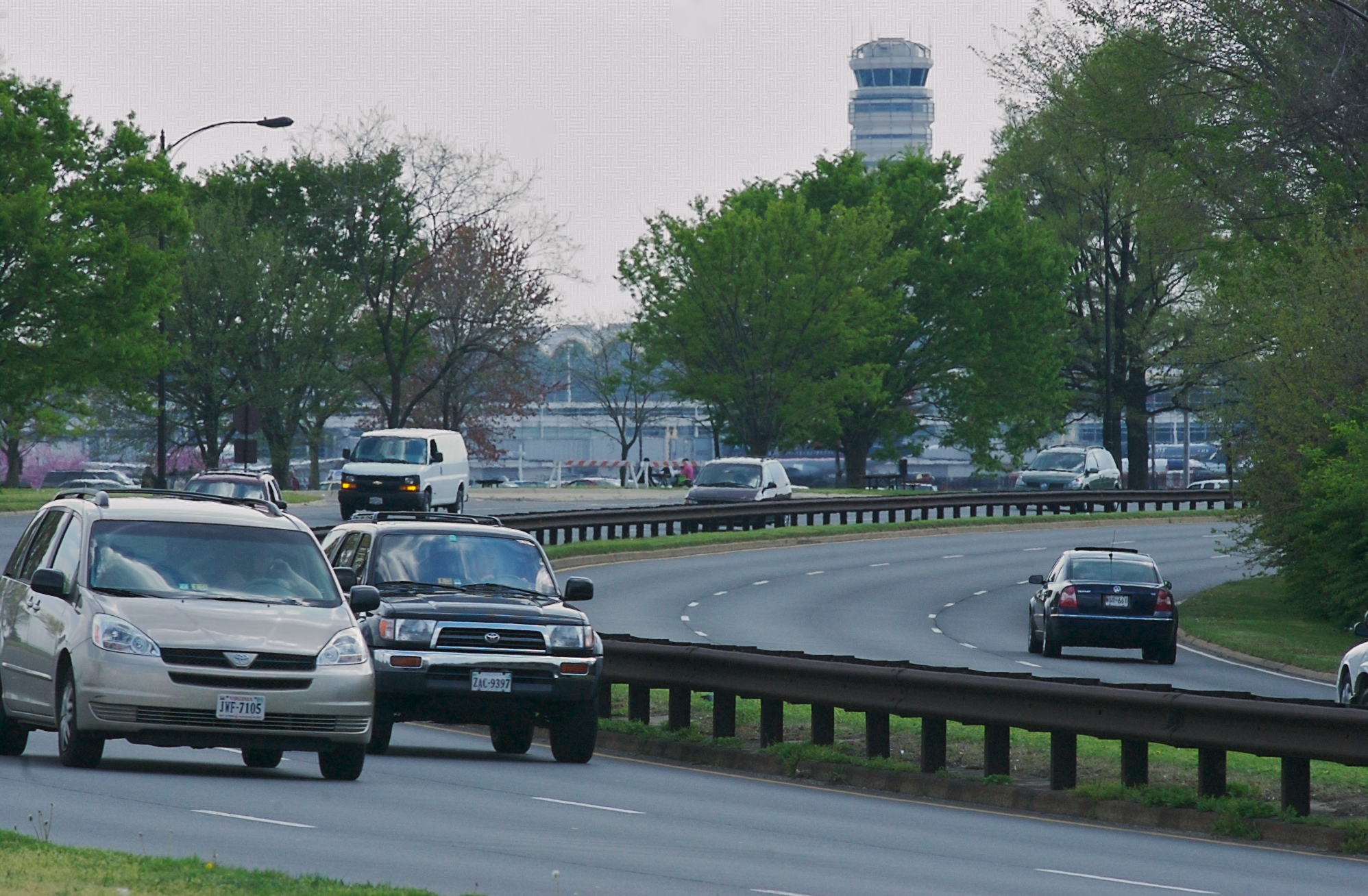
Der George Washington Parkway zwischen Reagan National Airport und Gravelly Point in Arlington

Der George Washington Memorial Parkway, auch kurz als G.W. Parkway bekannt, ist ein Parkway, der vom National Park Service unterhalten wird. Er befindet sich überwiegend in Virginia, nur ein kurzer Abschnitt im Nordwesten der Arlington Memorial Bridge über die Columbia Island führt, liegt im District of Columbia. Zwei Abschnitte, die durch die Washington Street verbunden sind, befinden sich in Alexandria (Virginia). Ein dritter Abschnitt verläuft auf der gegenüberliegenden Seite des Potomac River im District of Columbia und Montgomery County (Maryland). Ein vierter Abschnitt, der für Fort Washington (Maryland) geplant war, wurde nie gebaut. Der Parkway ist als All-American Road ausgewiesen.

## Nördlicher Abschnitt

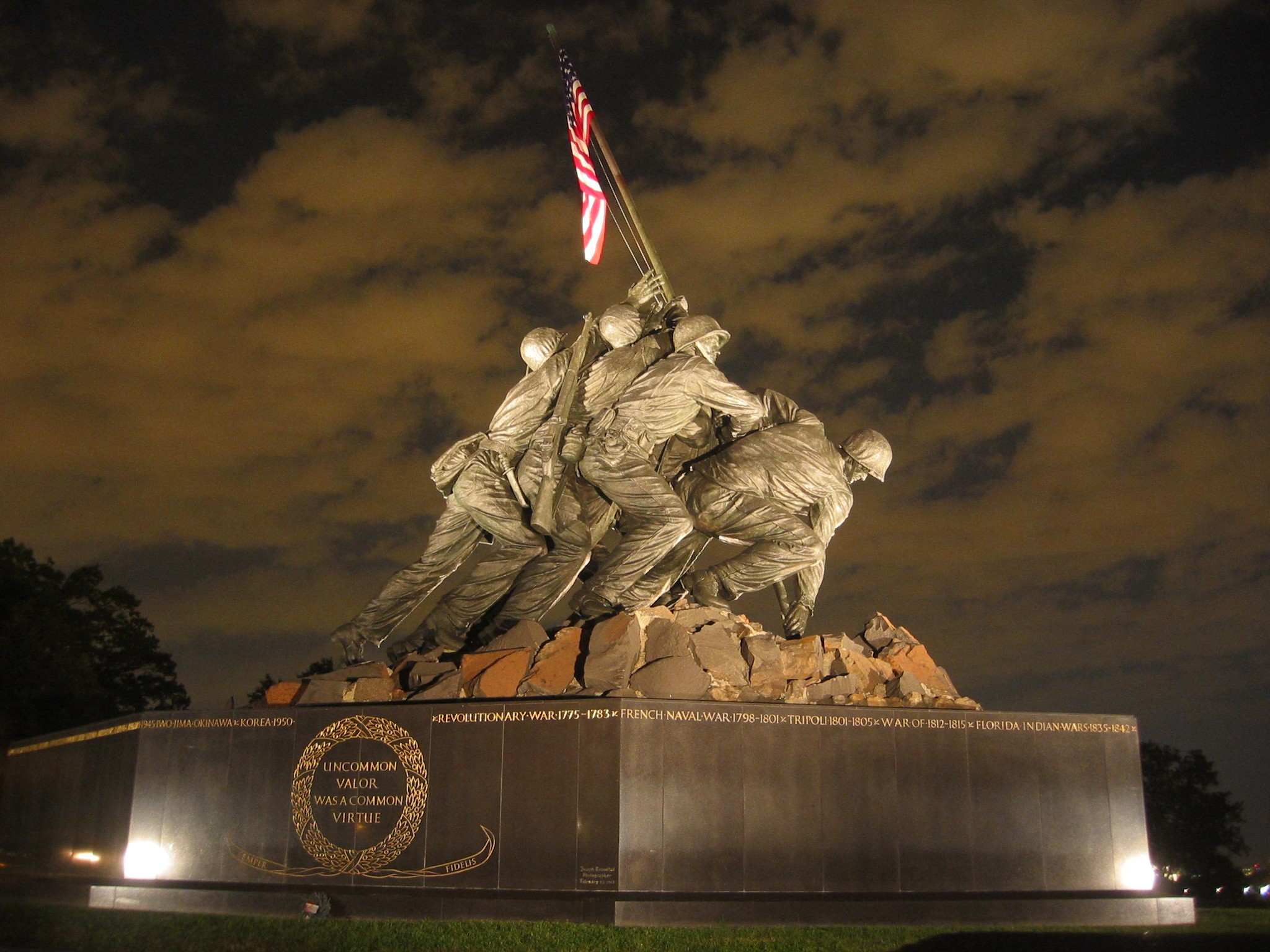
Das USMC War Memorial am G.W. Parkway

Der nördliche Abschnitt beginnt an der First Street, in der nördlichen Altstadt von Alexandria, wo die North Washington Street in den Parkway übergeht und endet in Fairfax County, wo der Parkway südlich des Potomac River in den "Capital Beltway" mündet. Der Parkway verläuft entlang des Potomac River, durchquert Arlington County und dient als Hauptverkehrsverbindung zum Ronald Reagan Washington National Airport. Außerdem ist der Parkway die Zufahrtsstraße Theodore Roosevelt Island, den „LBJ National Grove“, den „Gravelly Point Park“, „Fort Marcy“ und den „Turkey Run Park“. Es gibt dort Rastplätze, die einen schönen Blick über die Skyline von Georgetown und die „Palisades“, einem Stadtviertel am Potomac River, bieten. Das kleeblattförmige Straßenkreuz mit der „14th Street Bridge“, aus dem Jahr 1932, ist eines der ältesten seiner Art in den Vereinigten Staaten. Der „Spout Run Parkway“ verbindet den George Washington Memorial Parkway mit dem U.S. Highway 29 und dient als indirekte Verbindung zur Interstate 66. Der Abschnitt des Parkway nördlich des National Airport und der Virginia State Route 233 gehört zum National Highway System.

### Potomac Heritage Trail
Der Potomac Heritage Trail ist ein 16 Kilometer langer Wanderweg entlang des Potomac River und des Parkway. Er beginnt an der Roosevelt Island und endet „American Legion Bridge“, über die der Capital Beltwaydge den Potomac überquert. Der Wanderweg ist ein Teil des „Potomac Heritage National Scenic Trail“.

## Südlicher Abschnitt
Der südliche Abschnitt führt von der South Washington Street am südlichen Ende der Altstadt von Alexandria entlang Fort Hunt nach Mount Vernon. In Mount Vernon endet der Parkway in einem Kreisverkehr, von dem die Virginia State Route 235 ausgeht. Der größte Teil dieses Abschnittes gehörte früher zum Bahngeländes der "Washington, Alexandria and Mount Vernon Railway". Der Mount Vernon Radweg, der parallel des südlichen und mittleren Abschnitts des Parkway verläuft, wird stark von Radfahrern und Läufern frequentiert. 

## Clara Barton Parkway

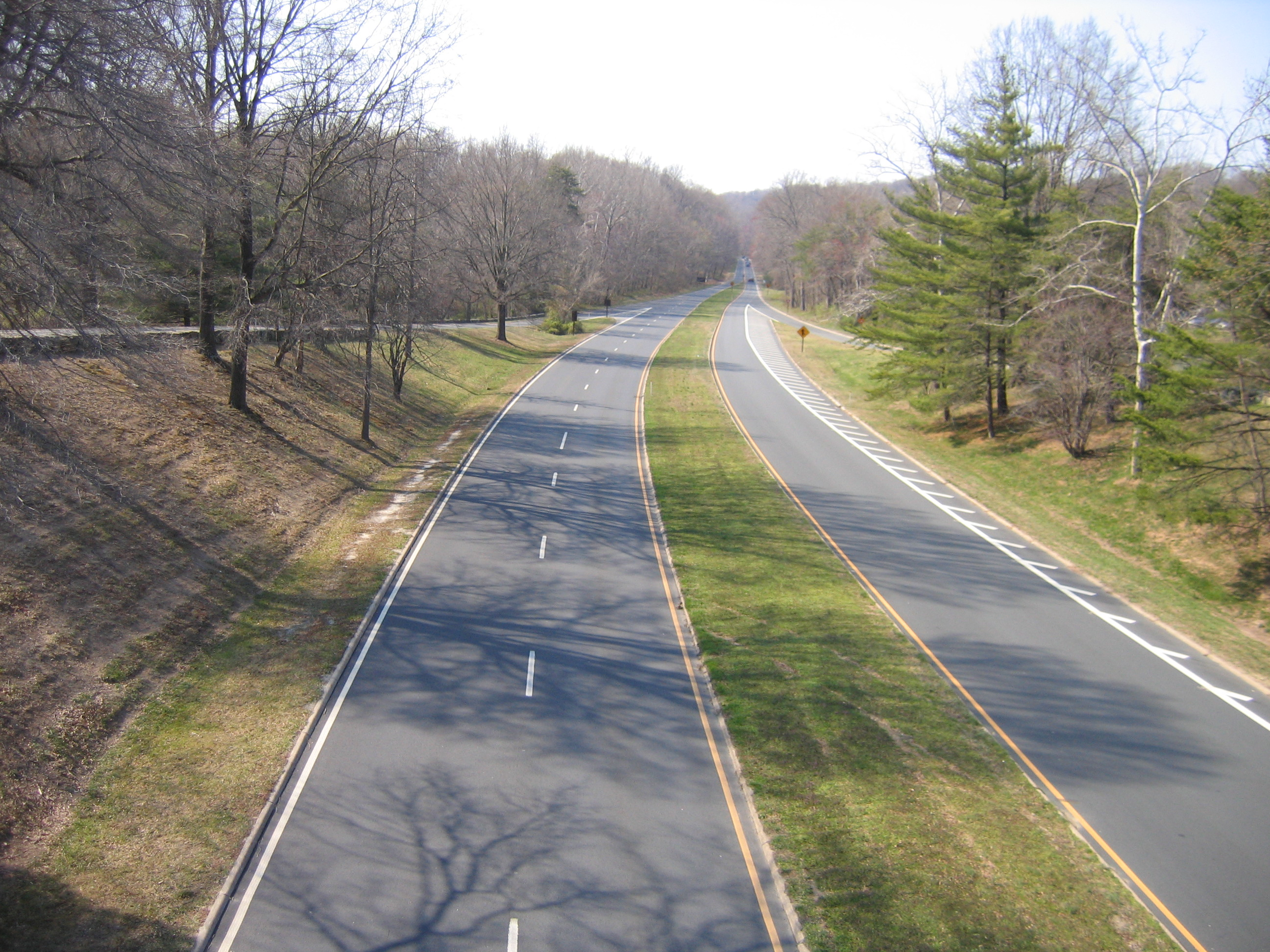
Clara Barton Parkway in Maryland

Der Clara Barton Parkway gehört verwaltungstechnisch zum George Washington Memorial Parkway. Bis 1989 führte er auch den Namen Washington Memorial Parkway, wurde dann aber umbenannt, um die Verwirrung der Verkehrsteilnehmer zu beenden.
Das östliche Ende des Clara Barton Parkway ist im District of Columbia, wo die Canal Road an der Chain Bridge in den Parkway übergeht. Das westliche Ende ist, kurz hinter dem Capital Beltway in Montgomery County, wo er in den MacArthur Boulevard mündet. Der Parkway ist die Zufahrtsstraße zum Glen Echo Park und dem Clara Barton National Historic Site in Glen Echo (Maryland). Den Capital Beltway erreicht man in südlicher Fahrrichtung über das Autobahnkreuz an der American Legion Bridge und in nördlicher Richtung über den Cabin John Parkway.

### Frühere Planungen
Ursprünglich war geplant, dass die Parkways auf beiden Seiten des Flusses über eine Brücke über die Great Falls of the Potomac River verbunden werden sollten. Die Proteste von Denkmalschützern sorgten dafür, dass der Bau der Brücke gestrichen wurde. Stattdessen läuft der Verkehr zwischen den beiden Parkways über die American Legion Bridge.

## Administrative Geschichte
Der Parkway wurde am 29. Mai 1930 genehmigt und am 10. August 1933 vom „Office of Public Buildings and Public Parks of the National Capital“ übergeben. Am 28. November 1989, wurde der Abschnitt in Maryland in "Clara Barton Parkway" umbenannt. Über den Parkway erreicht man weitere Sehenswürdigkeiten des National Park Service:
- Arlington House, The Robert E. Lee Memorial
- Arlington Memorial Bridge
- Clara Barton National Historic Site
- Claude Moore Colonial Farm
- Dyke Marsh
- Fort Marcy
- Glen Echo Park
- Gravelly Point
- Great Falls Park
- Lady Bird Johnson Park
- Lyndon Baines Johnson Memorial Grove on the Potomac
- Mount Vernon Trail
- Navy-Marine Memorial
- Netherlands Carillon
- Theodore Roosevelt Island
- Turkey Run Park
- USMC War Memorial
- Women in Military Service for America Memorial